# گای اندی آسمبه
گای اندی آسمبه (انگلیسی: Guy N'dy Assembé؛ زاده ۲۸ فوریهٔ ۱۹۸۶) یک بازیکن فوتبال اهل فرانسه است که به عنوان دروازه‌بان بازی می‌کند.
وی سابقه حضور در تیم گنگام را در کارنامه خود دارد.